# Aeropuerto de Mogilev
El Aeropuerto de Mogilev (IATA: ?, OACI: UMOO) es un aeropuerto que atiende a Mogilev, Bielorrusia.

## Vuelos regulares
- Gomelavia (Gomel)